# 灰蒙霸鹟属
灰蒙霸鹟属（学名：Nengetus）是霸鹟科的一属。

## 下属物种
本属包括以下物种：
- 灰蒙霸鹟 Nengetus cinereus